# Sable corvo de San Martín

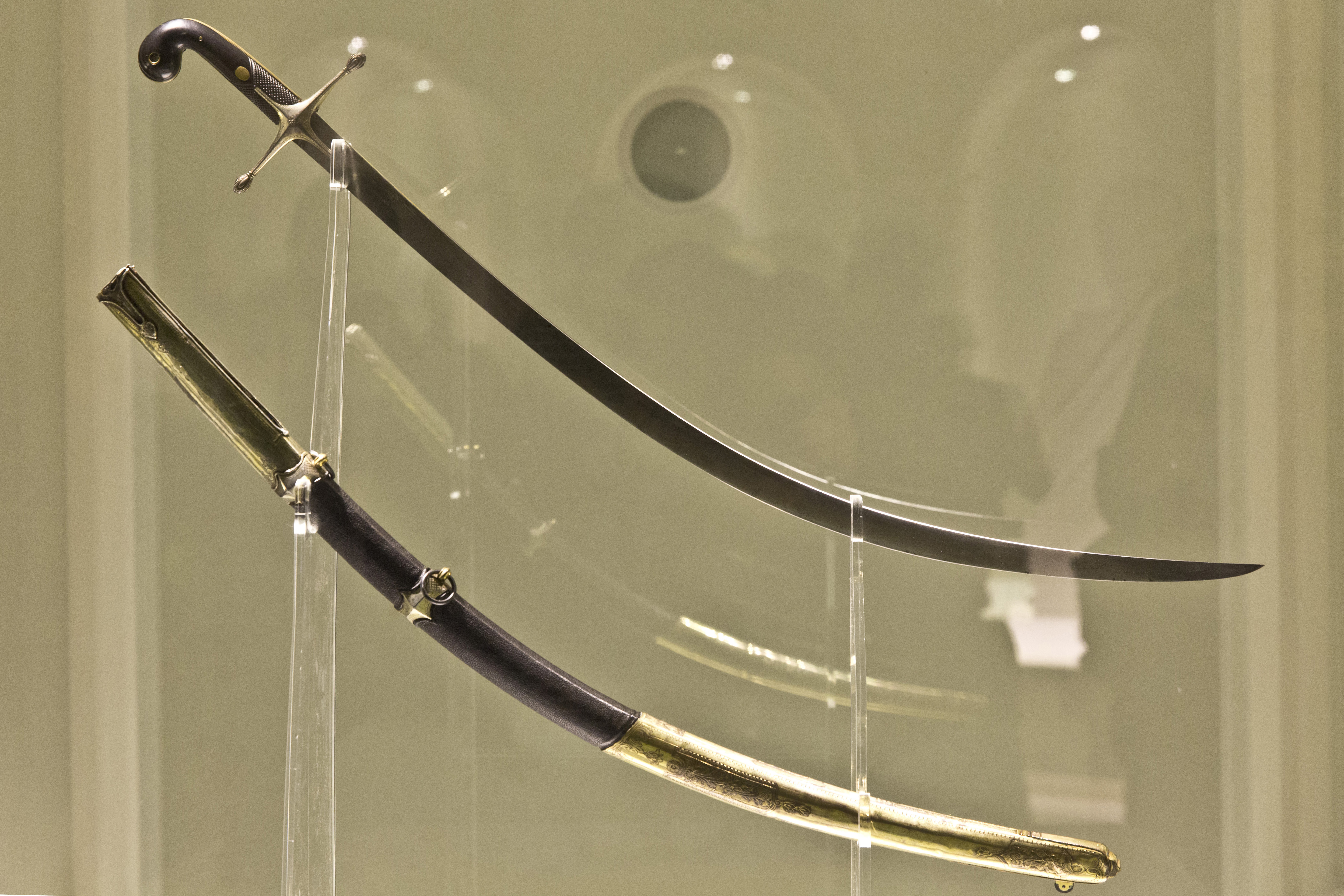
El sable corvo exhibido en el Museo Histórico Nacional

El sable corvo de José de San Martín es el arma utilizada en combate por el Libertador de América, y como tal posee un alto valor iconográfico.

## Historia

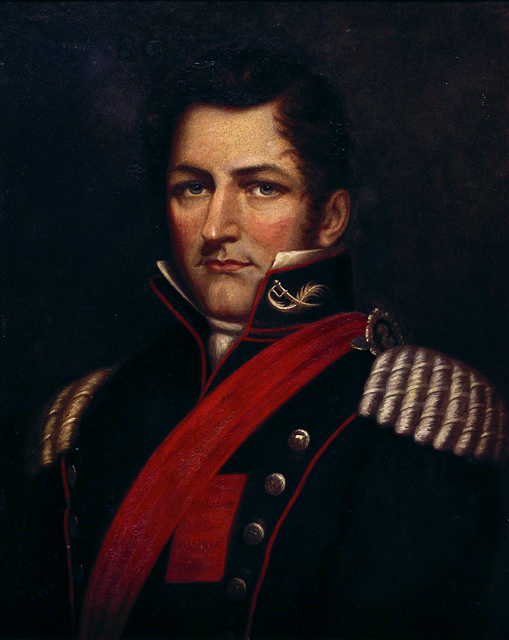
Juan Manuel de Rosas, heredero del sable del general San Martín.

El sable corvo fue adquirido por San Martín en su estancia en Londres, poco después de dejar España y antes de embarcarse a Sudamérica. Más adelante, San Martín armaría a su Regimiento de Granaderos a Caballo con armas similares, ya que las consideraba ideales para los ataques de carga de caballería.
Tras el retiro de San Martín en Europa, posterior a la entrevista de Guayaquil, el arma quedó en la ciudad de Mendoza en manos de una familia amiga. En una carta posterior escrita a su yerno Mariano Balcarce y a Merceditas les solicita que le envíen la espada a Europa, quedando en su posesión hasta su muerte del 17 de agosto de 1850.

Antes de morir San Martín legó su sable al gobernador Juan Manuel de Rosas, como agradecimiento y felicitación por su obra realizada con valentía y patriotismo en la Vuelta de Obligado contra los ingleses. Mariano Balcarce le escribió a Rosas lo siguiente para darle a conocer la noticia:

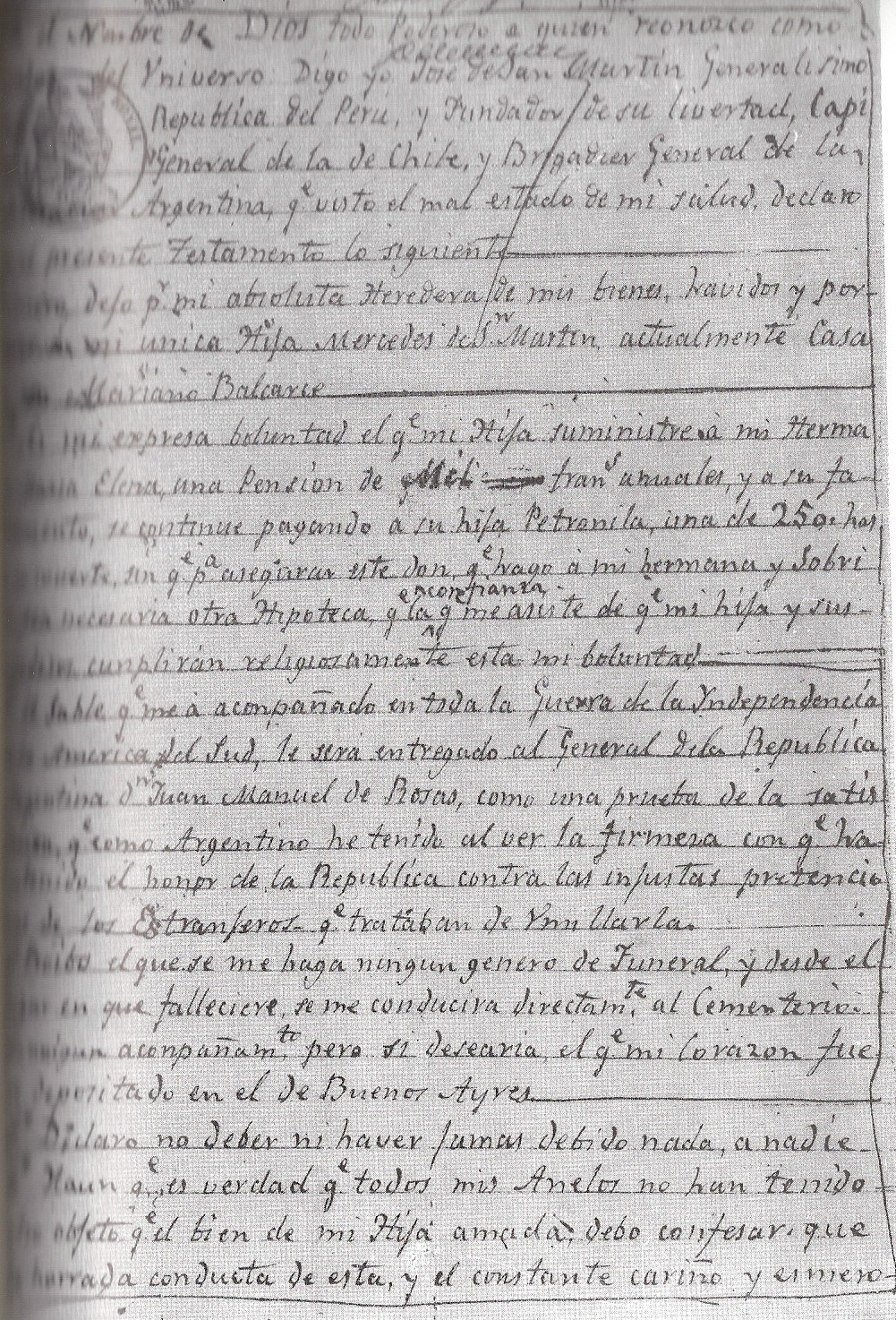
Testamento del General José de San Martín, medio por el cual éste le hereda su sable a Juan Manuel de Rosas.

El escritor José María Rosa comenta que 

en su destierro de Southampton, un argentino viejo y pobre (...) sigue con emoción la epopeya sudamericana. Ha visto en Francisco Solano López al defensor de una causa que también fue la suya. Es don Juan Manuel de Rosas que por sostener lo mismo que López, había sido vencido y traicionado en Caseros por los mismos que hoy traicionan y se imponen sobre el heroico mariscal paraguayo. Cuando supo que López se internó en el desierto para defender hasta más allá de toda resistencia humana la soberanía de los pueblos del Plata, el Restaurador miró el sable de Chacabuco que pendía como único adorno en su pobre morada. Esa arma simboliza la soberanía de la América española; con ella San Martín había liberado a Chile y a Perú; después se la había legado por su defensa de la Confederación contra las agresiones de Inglaterra y Francia.
Ese sable debe quedar a los argentinos, pero él tiene en su armario otra espada, que podría mandar a López como aplauso por su patriotismo. La espada que ciñó cuando obligó a Inglaterra a firmar el Tratado Southern/Arana en el que reconocía haber perdido la guerra después de la Vuelta de Obligado.

El 17 de febrero de 1869, mientras Francisco Solano López se debate en las últimas como un jaguar que se niega a la derrota, Rosas escribe a José María Roxas y Patrón, designado albacea en su testamento:

Su excelencia el generalísimo, Capitán General don José de San Martín, me honró con la siguiente manda: La espada que me acompañó en toda la guerra de la Independencia, será entregada al general Rosas por la firmeza y sabiduría con que ha sostenido los derechos de la patria. Y yo, Juan Manuel de Rosas a su ejemplo, dispongo que mi albacea entregue a su excelencia el señor Gran Mariscal Presidente de la República paraguaya y generalísimo de sus ejércitos, la espada diplomática y militar que me acompañó durante me fue posible sostener esos derechos, por la firmeza y sabiduría con que ha sostenido y sigue sosteniendo los derechos de su Patria.

Una vez enterado de la muerte del mariscal paraguayo, Rosas decidió legar el sable a su amigo Juan Nepomuceno Terrero, y tras su muerte a su esposa y luego a sus hijos e hija por orden de edad. La espada pasa así a posesión de Máximo Terrero y Manuelita Rosas tras la muerte de Rosas, ya que Juan Terrero ya había muerto anteriormente.
En 1896, Adolfo Carranza, director del Museo Histórico Nacional, solicita a ambos la donación del sable de San Martín, a lo cual acceden. El mismo fue enviado entonces de Londres a Buenos Aires, a donde llega el 4 de marzo de 1897 y es depositado en el Museo Histórico Nacional.

### Robos
El sable permaneció allí (Museo Histórico Nacional) hasta el 12 de agosto de 1963, día en que fue robado por Osvaldo Agosto -quien ideó el plan y estuvo a cargo de su parte operativa-, Manuel Gallardo, Aristides Bonaldi y Luis Sansoulet, todos integrantes de la Juventud Peronista, que en esa época estaba comandada por el triunvirato conformado por Envar el Kadri, Jorge Rulli y Héctor Spina.
Osvaldo Agosto —publicista y ex  Secretario de prensa del asesinado extitular de la CGT, José Ignacio Rucci— señaló que el robo “fue algo simbólico; el peronismo venía de varias derrotas, estábamos proscriptos, había ganado el radicalismo con Arturo Illia y teníamos que hacer algo para levantar el ánimo de los muchachos”

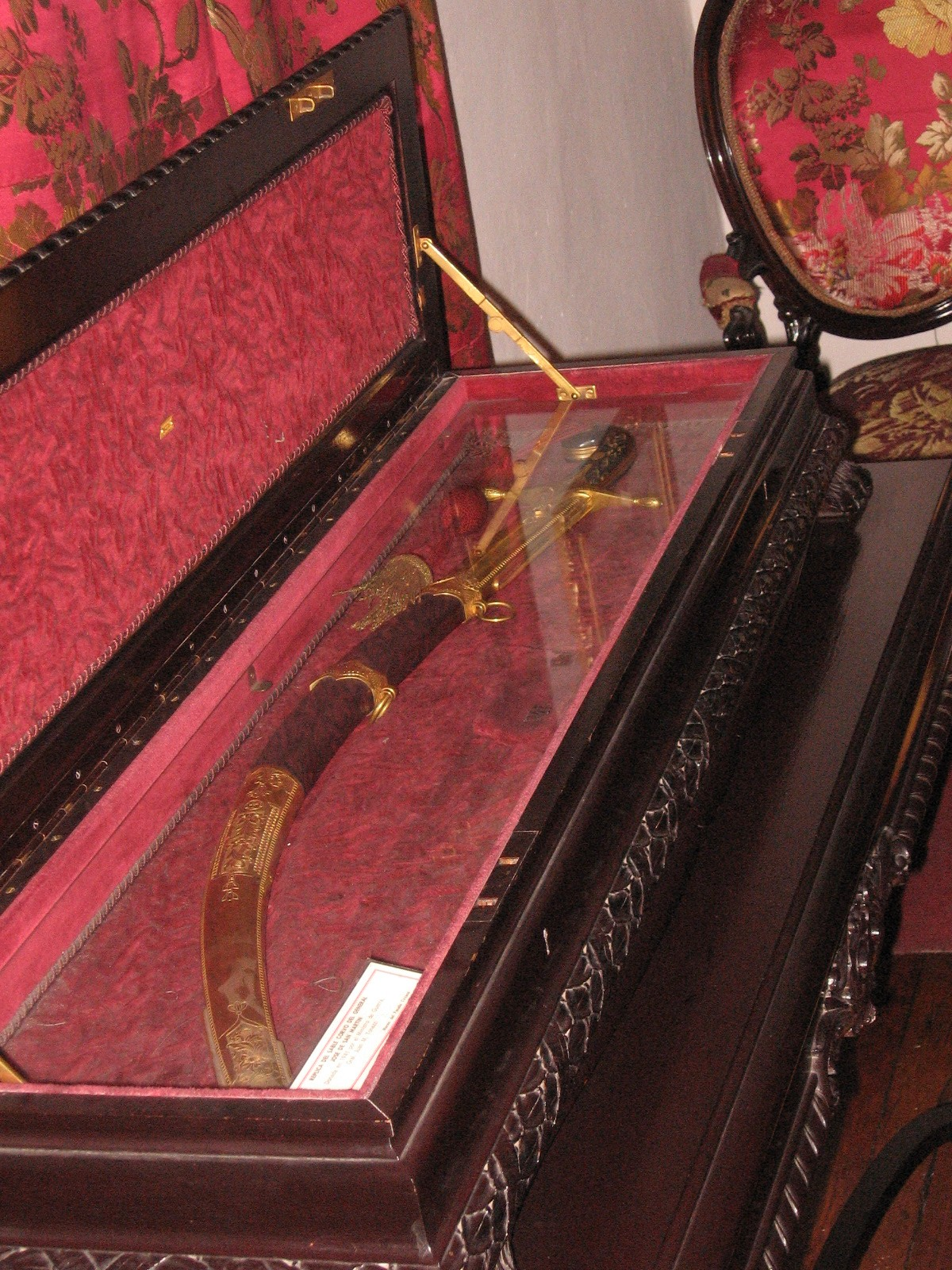
Réplica del sable corvo que fue utilizada por el museo mientras el mismo estaba desaparecido.

Indicó que el objetivo del robo fue poner en ridículo al régimen y a las Fuerzas Armadas apropiándose del arma más conocida de San Martín, que había legado a Juan Manuel de Rosas por su exitosa defensa contra Gran Bretaña y Francia, para luego entregársela a Juan Domingo Perón, quien seguía exiliado en Madrid.
Agosto, que fue secuestrado por la temible brigada de San Martín (la misma que había asesinado a Felipe Vallese un año antes), que actuaba fuera de su jurisdicción bonaerense como un comando paramilitar, relató en el libro “Historias secretas del peronismo” (Sudamericana): “Tenía una sensación extraña que me llevaba a pensar, mientras me golpeaban, que no me iban a matar, tal vez por eso no tenía miedo de que me mataran. Creo que en esos días aprendí a perdonar a quien 'cantaba' por ser torturado y apremiado por el dolor y el terror”.
Para poner fin a secuestros y torturas, Aníbal Demarco, que tenía la misión de llevarle el Sable a Perón, acordó con otro miembro de la resistencia peronista, el excapitán del Ejército Adolfo Philippeaux, la devolución de la reliquia al Ejército.
Años después, en 1969, cuando Osvaldo Agosto fue a Madrid a entrevistarse con Juan Domingo Perón se produjo el siguiente diálogo: 

Perón: Agosto, yo lo esperé mucho tiempo creyendo que usted vendría a Madrid a traerme el sable.
Agosto: Ésa era la idea, General, pero tuvimos algunos inconvenientes: compañeros detenidos, otros bajo la persecución de la policía…
Perón: Estoy enterado, Agosto.

Fue robado nuevamente el 19 de agosto de 1965 por otro grupo de la Juventud Peronista y entregado un año después a los servicios del Ejército luego de diversos avatares. Tras este episodio quedó bajo custodia en el Regimiento de Granaderos a Caballo General San Martín, y fue colocado dentro de un templete blindado, construido para tal efecto, por donación del Banco Municipal de la Ciudad de Buenos Aires.
El sable permaneció allí hasta el 24 de mayo de 2015 cuando se aprobó en el Congreso de la Nación la Ley de “Restitución del sable corvo del General San Martín al Museo Histórico Nacional” impulsada por Cristina Fernández de Kirchner, quien en ese momento era Presidente, quien encabezó la restitución.

Un calco del histórico sable fue obsequiado a la Municipalidad Metropolitana de Lima (Perú) por el maestro orfebre argentino Juan Pallarols, que confecciona desde 1983 los bastones de mando presidenciales en Argentina y los cálices papales de Juan XXIII a Francisco I. Fue exhibido en el Teatro Segura de Lima (donde el mismo San Martín escuchó por primera vez Himno Nacional del Perú en la voz de la soprano peruana, Rosa Merino en septiembre de 1821) entre julio y agosto del 2023.

## Análisis metalográfico
En 1966, el Estado argentino le ordenó a la Comisión Nacional de Energía Atómica (CNA) que realizara un estudio metalográfico para determinar su composición y origen. El mismo fue realizado por el perito químico Daniel Vassallo, en el Laboratorio de Metalografía del Departamento de Materiales de la CNA. Se realizó un estudio no destructivo que reveló cristales grandes de carburos, distribuidos de forma irregular en un patrón de bandas. Fue identificado como un shamsir de acero de Damasco confeccionada en Oriente Medio con una técnica preindustrial constituyente.